# Mariandinos
Los mariandinos (Mariandyni, Μαριανδυνοί, Μαριανδηνοί, o Μαρυανδυνοί) habitaban en el territorio noroccidental de Anatolia. Fue un pueblo tracio de Bitinia entre los ríos Sangario y Billaeus, al este de los tinios o bitinios. Según Escílax de Carianda el río Hypius era el que formaba el límite entre bitinios y mariandinos. Estrabón los considera una rama de los bitinios, pero Heródoto claramente menciona a los mariandinos como un pueblo no tracio y a los bitinios como tracios; además en el ejército aqueménida los bitinios y los mariandinos aparecen por separado y el armamento y vestimenta de los mariandinos era más similar a la de los paflagonios que al de los bitinios. Ambos pueblos formaban parte de la III satrapía persa y el país era llamado Mariandinia (Mariandynia, Μαριανδυνία). Heródoto menciona que este pueblo fue conquistado en su momento por el Imperio Lidio bajo el mando de Creso.
La ciudad principal de su territorio fue Heraclea Póntica, cuyos habitantes griegos redujeron a los mariandinos a un estado de servidumbre.
En la mitología griega, fue uno de los territorios donde llegaron los Argonautas en su viaje a la Cólquida.